# Dolichopoda aegilion
Dolichopoda aegilion är en insektsart som beskrevs av Baccetti 1977. Dolichopoda aegilion ingår i släktet Dolichopoda och familjen grottvårtbitare. Inga underarter finns listade i Catalogue of Life.